# Frederick Augustus Tritle

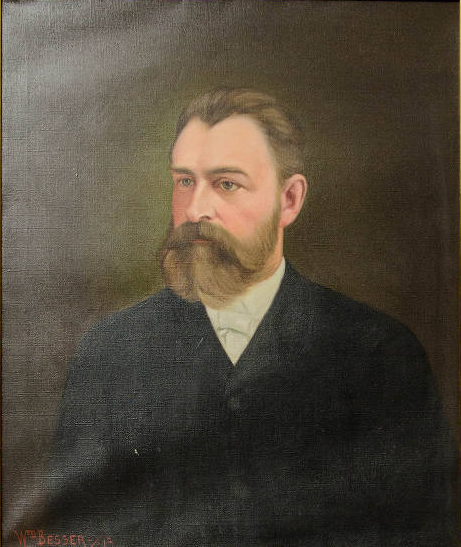
Frederick Augustus Tritle

Frederick Augustus Tritle (* 7. August 1833 in Chambersburg, Franklin County, Pennsylvania; † 18. November 1906 in Phoenix, Arizona) war ein US-amerikanischer Politiker und von 1882 bis 1885 Gouverneur des Arizona-Territoriums.

## Frühe Jahre und Aufstieg in Nevada
Tritle besuchte die öffentlichen Schulen seiner Heimat und studierte anschließend Jura. Im Jahr 1855 wurde er als Rechtsanwalt zugelassen. Danach zog er nach Des Moines in Iowa, wo er als Rechtsanwalt arbeitete. Außerdem stieg er in das Immobiliengeschäft ein. Im Jahr 1857 zog er nach Council Bluffs, wo er zusätzlich noch in das Bankgewerbe einstieg. Über Kalifornien gelangte er im Februar 1860 schließlich nach Carson City in Nevada.
In Carson City arbeitete er in einem Laden. Gleichzeitig begann er Bergwerke aufzukaufen und in den Bergbau einzusteigen.  Nach einem neuerlichen Umzug nach Virginia City wurde er Präsident einer Minengesellschaft. Dort stieg er auch in das Eisenbahngeschäft ein. Im Jahr 1869 war er am Golden Spike National Historic Site in Utah anwesend, als die Ost-West-Eisenbahnverbindung eingeweiht wurde. Bei den Feierlichkeiten überbrachte er einen silbernen Nagel aus Nevada. Politisch war Tritle Mitglied der Republikanischen Partei. Er wurde 1866 Mitglied des Senats von Nevada und kandidierte im Jahr 1870 erfolglos für das Amt des Gouverneurs. Zehn Jahre später scheiterte seine Kandidatur zum US-Senator für Nevada.

## Territorialgouverneur in Arizona
Seit 1880 war Tritle auch im Arizona-Territorium im Bergbau tätig. Am 8. März 1881 wurde er von US-Präsident Chester A. Arthur zum neuen Territorialgouverneur des Gebietes ernannt. Seine dreijährige Amtszeit war von Gewalt und Kriminalität in Arizona überschattet. Dazu kamen auch noch feindliche Indianer. Die Aufstellung einer berufsmäßigen Truppe zur Unterdrückung der Gewalt wurde sowohl vom Kongress als auch von der Legislative des Territoriums abgelehnt. Zwischenzeitlich wurde der Einsatz der US Army zur Beruhigung der Lage erwogen. Neben diesen Problemen war die Ausnutzung der Bodenschätze des Gebiets eines der wichtigsten Anliegen Tritles. Die Einwanderung vieler Mormonen schuf ein anderes Problem zwischen der Lebensweise dieser Glaubensgemeinschaft und den übrigen Siedlern. Hierbei ging es vor allem um die Frage der Vielehe.
Das größte Problem seiner weiteren Amtszeit war die Korruption in der Legislative und der Verwaltung. Diese nahm überhand, und obwohl Tritle niemals persönlich mit diesen Vorgängen in Verbindung gebracht wurde, litten sein Ruf und sein Ansehen darunter. Nach dem Amtsantritt des neuen Präsidenten Grover Cleveland reichte Tritle im Oktober 1885 seinen Rücktritt ein.

## Weiterer Lebenslauf
Nach dem Ende seiner Amtszeit blieb Tritle in Arizona. Im Jahr 1886 war er als Delegierter des Territoriums im US-Repräsentantenhaus im Gespräch. 1891 war er auf einer Versammlung, auf der über eine Staatsverfassung für Arizona beraten wurde. Zwischen 1895 und 1897 war er in der Bezirksverwaltung im Yavapai County angestellt. Im Jahr 1900 wurde er von Präsident William McKinley zum Leiter der Volkszählung für das Gebiet von Arizona ernannt. Danach wurde sein Gesundheitszustand zunehmend schlechter. Er zog zu einem seiner Söhne nach Phoenix, wo er 1906 verstarb. Seit 1862 war er mit Jane Catherine Hereford verheiratet. Das Paar hatte vier Söhne und eine Tochter. Durch seine Heirat war Tritle Schwager von Frank Hereford, der von 1871 bis 1880 den Staat West Virginia in beiden Kammern des Kongresses vertrat.